# Carex scabrella
Carex scabrella är en halvgräsart som beskrevs av Göran Wahlenberg. Carex scabrella ingår i släktet starrar, och familjen halvgräs. Inga underarter finns listade i Catalogue of Life.